# Рид, Адам
Адам Брукс Рид (англ. Adam Brooks Reed) — американский мультипликатор, актёр озвучивания, сценарист, режиссёр и продюсер. Известен благодаря комедийным сериалам МорЛаб 2021 и Арчер.

## Краткая биография
Первоначально работал помощником продюсера на Cartoon Network вместе с Мэттом Томпсоном с 1993 года.
В 1993 году он знакомится с Мэттом Томпсоном. Интересы двух мультипликаторов совпадают — оба они решают адаптировать для Cartoon Network программы и мультфильмы для взрослых: так они создают шоу «Весёлый полдень» (High Moon Toons), показывая сначала классические «взрослые» мультфильмы — «Looney Tunes», «Неуловимый Дроу МакГроу», «Черничный гончий Пёс», «Флинстоуны» и другие мультфильмы Ханна-Барбера. Ведущими телешоу были куклы-ковбои, при том шоу оказалось достаточно пошлое. В 1993—1994 годах Адам Рид и Мэтт Томпсон начали пить и постоянно заявлялись на работу пьяными, спьяну они же создавали новые серии телешоу, так что оно становилось пошлее и пошлее, и Адама Рида чуть не уволили, а телешоу закрыли.
В 1994 году четыре мультипликатора — Адам Рид, Мэтт Томпсон, Мэтт Майелларо и Дейв Уиллис — создают новое комедийное шоу — «Космический призрак». Шоу получилось достаточно удачным, сам сериал имел большую популярность, что просуществовал с 1994 до 2008 года.
Мэтт Томпсон и Адам Рид основали студию 70/30 Productions, где снимали «Aqua Teen Hunger Force», «МорЛаб 2021», «Фриски Динго» и «Арчер».
В данный момент является исполнительным продюсером на телеканале FX, режиссёром сериала «Спецагент Арчер» с 2009 до 2011 года.
В 2009 году Адам основал студию Floyd County Productions, где вместе с Мэттом Томпсоном создаёт сериал «Спецагент Арчер».

## Фильмография

### Актёр озвучивания
- 2000 — Морлаб 2021
  - Доктор Вирджей
  - Эггерс
  - В роли самого себя (мультипликационная версия)
- 2004 — Блич
  - Soul Reaper
- 2005 — Робоцып
  - Диктор
- 2005 — Поллитровая мышь
  - Акула
- 2006 — Фриски Динго
  - КиллФэйс, главный злодей картины
  - Ксандер Крюз, главный «герой» картины
  - Ронни
  - Уэнделл Марки
  - Нирл Крюз
- 2007 — That Crook’d 'Sipp
  - Beauregard Beauxregard VIII
- 2009 — Спецагент Арчер
  - Рэй Джилетт

### Сценарист
- 1993 — Весёлый полдень, High Moon Toons
- 1994 — Космический призрак, Space Ghost Coast to Coast
- 2000 — Команда Фастфуд, Aqua Teen Hunger Force
- 2000 — МорЛаб 2021, Sealab 2021
- 2006 — Фриски Динго, Frisky Dingo
- 2009 — Спецагент Арчер, Archer

### Режиссёр
- 2000 — МорЛаб 2021, Sealab 2021
- 2006 — Фриски Динго, Frisky Dingo
- 2009 — Спецагент Арчер, Archer

### Продюсер
- 1994 — Космический призрак — помощник продюсера
- 2000 — Команда Фастфуд — помощник продюсера
- 2000 — МорЛаб 2021
- 2006 — Фриски Динго
- 2009 — Арчер